# Lee Collins
Leeds "Lee" Collins (New Orleans, 17 oktober 1901 - Chicago, 3 juli 1960) was een Amerikaanse jazzmuzikant en orkestleider.

## Carrière
Lee Collins speelde als jeugdige in de brassbands van zijn geboortestad, waaronder The Young Eagles, The Columbia Band en de Tuxedo Brass Band. Tijdens de jaren 1910 werkte hij in New Orleans aan de zijde van Louis Armstrong, Papa Celestin en Zutty Singleton. In 1924 verhuisde hij naar Chicago, waar hij Louis Armstrong verving in King Olivers band. Bovendien speelde hij bij Jelly Roll Morton, voordat hij aan het eind van het decennium terugkeerde naar New Orleans. Daar trad hij (met Davey Jones) op met zijn formatie Jones-Collins Astoria Hot Eight, die hij samen leidde met de tenorsaxofonist David Jones. In de band speelden onder andere Sidney Arodin, Al Morgan, Ted Purnell en Joe Robichaux. In 1929 namen ze de nummers Astoria Strut, Duet Stomp, Damp Weather Blues en Tip Easy Blues op.
In 1930 ging hij naar New York, waar hij speelde bij Luis Russell. Daarna vestigde hij zich in Chicago, waar hij werkte bij Dave Peyton (1930), de Chicago Ramblers (1932), Johnny Dodds en Baby Dodds, Zutty Singleton, Mezz Mezzrow, Lovie Austin en Jimmy Bertrand (1945). Collins was tijdens de jaren 1930 en 1940 ook werkzaam als begeleidingsmuzikant van veel blueszangers en speelde in de nachtclubs. Na 1945 leidde hij een eigen formatie in de Victory Club in de Clark Street in Chicago. In 1946 nam hij op met Mutt Carey en trad hij op met de blueszangeres Chippie Hill (1946), Kid Ory (1948) en Art Hodes (1950/51). In 1951 ging hij met Mezz Mezzrow op een tournee door Europa, in het bijzonder naar Frankrijk. In 1953 werkte hij in Californië bij Joe Sullivan. Midden jaren 1950 trok hij zich wegens ziekte terug uit de muziekbusiness.

## Privéleven en overlijden
Collins schreef de in 1974 verschenen autobiografie Oh Didn't He Ramble. Hij overleed op 3 juli 1960 op 58-jarige leeftijd.
- Bibliothèque nationale de France: cb13892648z (data)
- Gemeinsame Normdatei: 118908960
- International Standard Name Identifier: 0000 0000 9005 4563
- Library of Congress Control Number: n88200625
- MusicBrainz: f1c642d6-d3df-4d82-86ed-d5d01650d09c
- Nationale Bibliotheek van Tsjechië: xx0325976
- Nationale Bibliotheek van Israël: 987007452398005171
- Nederlandse Thesaurus van Auteursnamen: 07382965X
- Système universitaire de documentation: 181738597
- Virtual International Authority File: 34642874
- WorldCat: E39PBJktp6Gtkm3yCqjdtQ8KVC